# Île-aux-Moines
Île-aux-Moines (en bretó Enizenac'h) és un municipi francès, situat a la regió de Bretanya, al departament d'Ar Mor-Bihan. L'any 2006 tenia 536 habitants. És un municipi insular, i rep el seu nom perquè el 854 el rei Erispoé la va donar a l'abadia de Saint-Conwoïon a Redon.

## Demografia
| 1962                                       | 1968 | 1975 | 1982 | 1990 | 1999 |
| ------------------------------------------ | ---- | ---- | ---- | ---- | ---- |
| 748                                        | 711  | 588  | 590  | 617  | 610  |
| Des de 1962: població sense dobles comptes |      |      |      |      |      |

## Administració
| Període | Identitat     | Partit |
| ------- | ------------- | ------ |
| 2001-   | Jean Pressard |        |